# Kurt Kuch
Kurt Michael Kuch (* 10. August 1972 in Oberwart, Burgenland; † 3. Jänner 2015 in Graz) war ein österreichischer Journalist und Buchautor.

## Leben
Kurt Kuch stammt aus Oberwart und besuchte das Gymnasium Oberschützen sowie die BHAK/BHAS Oberwart. Kurt Kuch war ab 1996 für das Nachrichtenmagazin News tätig. 2005 wurde er Chefreporter, ab 2009 hatte er zusätzlich die Position des Ressortleiters Innenpolitik inne. Im Jahre 2011 wurde er stellvertretender Chefredakteur.

### Aufdeckerjournalist
Kuch galt als Investigativjournalist und Aufdecker. Unter anderem brachte er Details und Hintergründe zur Causa Hypo Alpe Adria, zur Telekom-Affäre, BUWOG-Affäre und Eurofighter-Affäre ans Tageslicht. 2013 veröffentlichte Kuch in News aus den Offshore-Leaks-Datensätzen Informationen über Briefkastenfirmen von Herbert Stepic, der bald darauf von seiner Funktion als Vorstandsvorsitzender der Raiffeisen International zurücktrat. Alfred Worm, bis zu seinem Tod 2007 Herausgeber von News, lobte ihn als einen der besten Enthüllungsjournalisten der jüngeren Generation. Chefredakteur Peter Pelinka äußerte über Kuch, dass er insbesondere bei der Aufdeckung der Telekom-Affäre Bahnbrechendes geleistet habe. Für das International Consortium of Investigative Journalists (ICIJ) des Center for Public Integrity (CPI) war Kuch als einer von rund 110 Journalisten weltweit tätig.
Kuchs Veröffentlichungen wurden auch in internationalen Magazinen und Zeitungen zitiert, unter anderem in der Washington Post, im Philadelphia Inquirer, USA Today, in der Zeit, der Süddeutschen Zeitung und der Welt.

### Erkrankung und Tod
Mitte Februar 2014 hörte Kuch, bis dahin Kettenraucher mit einem Konsum von drei Schachteln pro Tag, mit dem Rauchen auf. Anfang April 2014 begab sich Kuch wegen starken Stechens im Rücken mit ärztlich vermutetem Bandscheibenvorfall ins Krankenhaus. Dort wurde nach eingehender Untersuchung ein Lungentumor mit einem Durchmesser von 11 cm und Metastasen in den Knochen diagnostiziert: „Ich war faktisch schon im Endstadium. […] Zwei, drei Wochen wäre es noch gut gegangen, dann wäre ich tot gewesen.“ Nach Absprache mit seiner Familie und Beratung mit dem ebenfalls an Krebs erkrankten Grünen-Politiker Karl Öllinger ging er kurz danach über die sozialen Medien an die Öffentlichkeit, wo er seinen Kampf gegen den Krebs protokollierte. Auf Nachfrage in einem Interview im Falter begründete er dies damit, er könne nicht von anderen Transparenz einfordern, sich selber aber ins Schneckenhaus zurückziehen. In Folge unterstützte er die Anti-Rauch-Initiative Don’t smoke, und setzte sich offensiv gegen Rauchen und für Nichtraucherschutz ein.
Wenige Tage vor dem Jahreswechsel wurde Kurt Kuch in das ihn behandelnde Krankenhaus in Graz eingeliefert. Am 3. Jänner 2015 erlag er dort im Beisein seiner Familie seiner Krebserkrankung im Alter von 42 Jahren. Seinen letzten Facebook-Eintrag machte er am Silvestertag. Er postete ein Foto aus dem Krankenbett mit einer Champagnerflasche in der Hand und vermerkte noch zuversichtlich: „Wir lassen uns das Feiern nicht nehmen, zumal der beste Teil unseres Lebens noch nicht vorbei ist!“

### Schlüsselzitate zu seiner Erkrankung
In einem ausführlichen Interview in der Zeitschrift News im November 2014 nahm Kuch eingehend zu den Hintergründen seiner Krebserkrankung sowie zu seiner gesellschaftspolitischen Sicht gegen das Rauchen und Nichtraucherschutz Stellung.
Auf die Frage, was seine ersten Gedanken nach der Diagnose Lungenkrebs waren:

„Dass ich die Hochzeit meiner heute 12-jährigen Tochter nicht erleben würde. Da ist alles vorbeigezogen: ihre Matura, ihr erster Freund – dass ich bei allem nicht dabei sein würde, nur weil ich Trottel geglaubt habe, ich muss rauchen. Ich hätte mich in dieser Sekunde selbst umbringen können vor lauter unendlicher Blödheit.“

Wann Kuch zu rauchen begann:

„Ich habe mit 13 angefangen. In der Handelsakademie habe ich ungefähr eine Schachtel am Tag geraucht. Ich habe gewusst, ich brauche ungefähr 50 Schilling am Tag: Das ist ein Liter Benzin für die Vespa, ein Packerl Tschick und ein kleiner Brauner im Kaffeehaus. Und auf diese Summe bin ich immer mit Schülerjobs gekommen. Wie ich dann studieren gegangen bin, sind es zwei Schachteln Zigaretten geworden. Und seit ich 30 bin, waren es dann drei Schachteln.“

Auf die Frage, wie viel dabei über die Jahre zusammengekommen ist:

„Als ich heuer – wenige Wochen vor der Krebsdiagnose – aufgehört habe zu rauchen, habe ich mir ausgerechnet, dass es ungefähr 457.000 Zigaretten gewesen sind. Damals habe ich eine Gesundenuntersuchung gemacht, die ergeben hat, dass ich – rein rechnerisch – 56 Jahre lang geraucht habe. Und ich glaube, das reicht.“

### Privat
Kuch war 13 Jahre verheiratet, aus der Ehe stammt eine Tochter (* 2002). Die Familie lebt in Bad Tatzmannsdorf. Er hatte einen Bruder und eine jüngere Schwester, die ihn als Oberärztin medizinisch mit betreut hat. Sein Vater, der ihn politisch sozialisiert und „mit mir gemeinsam Zeitung gelesen“ hat, war sozialdemokratischer Vizebürgermeister in Oberwart.

### Literarisches Fortwirken
Am 3. Jänner 2025 – also zu seinem zehnten Todestag – bringt das Offene Haus Oberwart (OHO) das Stück Aufdecken – das Vermächtnis des Kurt Kuch von Clemens Berger auf die Bühne. Darin wird eine fiktive Botschaft zum Gegenstand, die er zehn Jahre lang nach seinem Tod geheim gehalten wissen wollte.

## Auszeichnungen
- 2011: Journalist des Jahres des Branchenmagazins Der Österreichische Journalist (Kategorie Investigation)[18][19]
- 2012: Dr.-Karl-Renner-Publizistikpreis (Kategorie Print)[20]
- 2014: Journalist des Jahres des Branchenmagazins Der Österreichische Journalist (Kategorie Investigation; außerdem Sonderpreis für Engagement)[21]
- 2014: Journalist des Jahres der Wochenzeitung Falter[16]

## Publikationen
- Land der Diebe. Ecowin Verlag, Salzburg 2011, ISBN 978-3-7110-0009-5.
- Bei Hitlers: Zimmermädchen Annas Erinnerungen (gemeinsam mit Anna Plaim). Knaur-Taschenbuch-Verlag, München 2005, ISBN 3-426-77758-4.
- Haider: Schatten über Europa (gemeinsam mit Hans-Henning Scharsach). Kiepenheuer und Witsch, Köln 2000. ISBN 3-462-02963-0.